# Saurauia caquetensis
Saurauia caquetensis är en tvåhjärtbladig växtart som beskrevs av Richard Evans Schultes. Saurauia caquetensis ingår i släktet Saurauia och familjen Actinidiaceae. Utöver nominatformen finns också underarten 